# Назаров, Александр Александрович
Алекса́ндр Алекса́ндрович Наза́ров (25 мая 1925 — 7 февраля 1945) — советский младший лейтенант, командир взвода 243-го стрелкового полка, 181-й стрелковой дивизии, 13-й армии, 1-го Украинского фронта. Герой Советского Союза (1945 — посмертно)

## Биография
Александр Назаров родился в деревне Малая Лопуховка в семье крестьянина. Русский. Окончил 6 классов в посёлке Двигательстрой, ныне город Каспийск (Дагестан). В Красной Армии с 1942 года.
В действующей армии с 1943 года. В 1944 году окончил курсы младших лейтенантов. Командир взвода 243-го стрелкового полка (181-я стрелковая дивизия, 13-я армия, 1-й Украинский фронт) комсомолец младший лейтенант Назаров в боях в районе города Лигниц 7 февраля 1945 года отбил 5 атак противника. Лично подбил 1 танк и 2 самоходных орудия. В критический момент боя со связкой гранат бросился под вражеский танк, взорвал его и погиб сам. Звание Героя Советского Союза присвоено 27 июня 1945 посмертно. Награждён орденами Ленина, Красной Звезды.
Памятник Герою установлен в Каспийске у школы, где он учился. Школа носит его имя, в ней создан музей, посвящённый Герою. Его фамилией названа улица в Каспийске, а так же его именем назван детский оздоровительный лагерь в Сергокалинском районе Дагестана.